# Uchuraccay
Uchuraccay är ett samhälle i provinsen Huanta på högslätten i de peruanska Anderna (Ayacucho). Det ligger ca 4000 m ö.h. Vid den senaste folkräkningen 1981 räknade man till 470 invånare. Men det dåvarande Uchuraccay existerar inte längre, eftersom det försvann 1984 på grund av den terror som orsakades genom strider mellan Sendero Luminoso och den peruanska regeringen. Femton familjer har återvänt och byggt hus nära den ursprungliga bebyggelsen.
Trots att det är en liten by i det peruanska höglandet, trädde Uchuraccay fram i medierna såväl i Peru som i världen över på grund av de brutaliteter som ägt rum. Några säger att Uchuraccay är det bästa exemplet på den allvarliga skada som socialt, mänskligt och ekonomiskt har orsakats av kriget mellan Sendero Luminoso och den peruanska staten.

## Händelser
Erövringen av Uchuraccay var av grundläggande betydelse för att ha kontroll över bergstopparna och dalgångarna. De första tecknen på aktivitet av Sendero Luminoso i Uchuraccay sågs 1981, när en viss "Martin" kom till byn och sökte jobb.
Efter några år och delvis med stöd av lokala ungdomar, och efter tillbakadragandet av polisbevakningen till provinshuvudstäderna som lämnade flera byar utan någon typ av skydd, kom därför terroristgruppen att ta över kontrollen av byn. Från början hade terroristerna problem, ett av de mest betydande var svårigheten att få bort ursprungsbefolkningens sedvänjor, och man skapade då ett tudelat maktvälde, och byn styrdes såväl av folket som av Sendero Luminoso.
Spänningen steg snabbt, en av de första incidenterna hände när Martin och fem senderomedlemmar greps av lokala myndigheter och var mycket nära att lynchas. Sendero Luminosos reaktion blev mycket hård, samhällets ledare Alejandro Huamán mördades av ett skott genom huvudet. Strax efteråt dödades två andra lokala ledare på samma sätt.
I januari 1983 dödades i själva Uchuraccay och i närliggande provinser flera ledare inom Sendero Luminosogruppen. I Uchuraccay misshandlades fem ledare till döds genom slag, knivstick och stening.
Den 26 januari 1983 dödade ett fyrtiotal medborgare åtta peruanska journalister från olika tidningar som hade kommit för att undersöka en massaker som begåtts av terroristorganisationen Sendero Luminoso i en närliggande by. Guiden och en bybo var två andra offer för lynchningar som begicks av bönderna, som tog journalisterna för att vara medlemmar i Sendero Luminoso, som de fruktade repressalier från efter en tidigare konfrontation. Samhället var i ständig panik för hotet om trakasserier från terroristerna och därför löd man råd från ”sinchis”, en antiterroristgrupp från Guardia Civil, att döda alla utomstående som kom landsvägen, som skulle vara terrorister, eftersom polisen kom med flyg i helikopter. Journalisterna lyckades inte göra sig förstådda, fast det fanns två personer som talade quechua.
En undersökningskommission som tillsattes två veckor efter händelsen av den peruanske presidenten Fernando Belaúnde Terry och hade författaren Mario Vargas Llosa som ordförande konstaterade att medborgarna var de skyldiga och förklarade brottet bero på brister i civiliserandet av byborna. Man lade inget ansvar på "sinchis". I en rättegång i högsta instansen dömdes tre av byborna till femton års fängelse.
Under månaderna som följde efter mordet på journalisterna dödades 135 bybor, varav 57 kvinnor i en massaker. De flesta av dem som ett resultat av räder som begicks av Sendero Luminoso speciellt på helger när befolkningen var samlad i centrum av byn. Men också förföljelser från militären och från paramilitära grupper och det starka förtrycket krävde många liv. Under år 1984 övergav den överlevande lokalbefolkningen helt Uchuraccay och tog sin tillflykt till djungeln, till grannkommunerna och till Lima.
I oktober 1993 återuppfördes en del av byn med nya hus en bit från den gamla platsen.

## Offer den 26 januari 1983
- Eduardo de la Piniella y Pedro Sánchez (från El Diario de Marka)
- Félix Gavilán (korrespondent för El Diario de Marka)
- Willy Retto y Jorge Luis Mendívil (från El Observador)
- Jorge Sedano (från La República)
- Amador García (från veckobladet Oiga)
- Octavio Infante (från Noticias i Ayacucho)
- Juan Argumedo (guide och tolk)
- Severino Huáscar Morales (bybo, som försökte hindra mordet på Juan Argumedo)